# Lithospermum caroliniense
Lithospermum caroliniense là loài thực vật có hoa trong họ Mồ hôi. Loài này được (J.F. Gmel.) MacMill. mô tả khoa học đầu tiên năm 1892.